# Макија (Козенца)
Макија је насеље у Италији у округу Козенца, региону Калабрија.
Према процени из 2011. у насељу је живело 543 становника. Насеље се налази на надморској висини од 823 м.